# Peremech

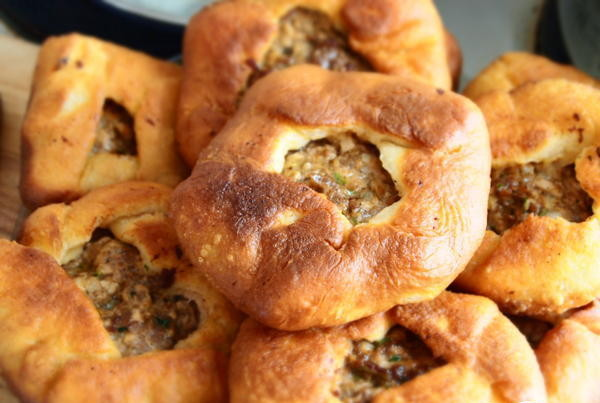
Peremech

O Peremech (em tártaro: пәрәмәч / pərəməç / pärämäç; em russo:беляш, belyash), é um bolinho de massa frita com origem na culinária Tártara do Volga, e muito comum nas Culinária Russa e Culinária Bashkir.Pode ser feito de massa com ou sem fermento, geralmente é recheado com carne bovina moída e cebola picada. Alternativamente, o peremech pode ter o recheio de batata ou queijo.
O peremech tem um formato de disco achatado com um orifício circular no meio. A forma é bastante similar à vatrushka russa.
Tradicionalmente o peremech é servido com caldo, qatiq (uma espécie de iogurte) ou ayran.
A versão recheada com carne é popular na Rússia e em outras ex-repúblicas soviéticas, onde geralmente são referidos como belyash (pl. belyashi). Esse termo surgiu na segunda metade do século 20 e possivelmente deriva da palavra tártara, bəleş, que se refere à uma torta assada com recheio de carne e batata. O waq-bəleş, tem a forma similar ao peremech, mas é assado e não frito. 
Assim como o pirozhki e o chiburekki, os belyashi são típicas comidas de rua em algumas regiões da Rússia e da ex-Urss.